# Odontosyllis parva
Odontosyllis parva är en ringmaskart som beskrevs av Miles Joseph Berkeley 1923. Odontosyllis parva ingår i släktet Odontosyllis och familjen Syllidae. Inga underarter finns listade i Catalogue of Life.